# USS Merrimack (1798)
Pour les autres navires du même nom, voir USS Merrimack.
L’USS Merrimack est un sloop construit pour l'US Navy en 1798. Il participe activement à la quasi-guerre, protégeant les navires marchands des attaques des corsaires français. Il capture ainsi les lettres de marque Magicienne, Bonaparte et recapture la goélette John avec l'aide des USS Ganges et Pickering. Le 22 décembre 1800, avec l'aide de l'USS Patapsco, il repousse le débarquement français à Curaçao. À la fin de la guerre, il est revendu et renommé Monticello. Il sera perdu corps et biens au large du Cap Cod en 1801.